# Fidélis Dalcin Barbosa
Fidêncio Giocondo Dalcin (Montenegro, 14 de dezembro de 1915 - Lagoa Vermelha, 10 de junho de 1997), mais conhecido pelo nome religioso Fidélis Dalcin Barbosa, foi um professor, escritor e jornalista do Rio Grande do Sul, autor de 56 livros, entre os quais: Prisioneiros dos bugres, de 1966, História do Rio Grande do Sul, Luís Bugre: o indígena diante dos imigrantes alemães, de 1977, Os fanáticos de Jacobina: os Muckers, de 1984 e Antônio Prado e sua história, de 1980. Foi correspondente e colaborador dos jornais Correio do Povo e Correio Riograndense.

## Livros

### Os fanáticos de Jacobina: os Muckers
Fidélis Dalcin Barbosa visitou a cidade de Sapiranga, Rio Grande do Sul, onde escreveu reportagens sobre a Revolta dos Muckers para o jornal Correio Riograndense.
Numerosos leitores, atraídos pelo enredo da narrativa, insistiram para que tudo que vinha sendo publicado fosse transformado em livro. A primeira edição, Fanáticos de Jacobina, de 1976, conta o sangrento conflito em Sapiranga, liderado por Jacobina Mentz Maurer em 1874.
A segunda edição, de 1984, traz novos esclarecimentos vindos a público pelo professor Hugo Muxfeldt.